# Sovrani del Regno delle Due Sicilie

Bandiera reale del Regno delle Due Sicilie (1829–1861)

Il seguente è un elenco cronologico dei monarchi del Regno delle Due Sicilie dall'unificazione dei regni di Napoli e di Sicilia all'unità d'Italia.
Dopo la caduta di Napoleone e la fine del Regno di Napoli napoleonico nel 1815, si ebbe il periodo detto Restaurazione in cui molte famiglie detronizzate dagli effetti della rivoluzione francese e delle guerre napoleoniche tornarono sul trono, tra queste anche ai Borbone delle Due Sicilie, che erano rimasti a regnare in Sicilia, fu concesso di tornare a regnare anche sul regno di Napoli. Nel dicembre 1816 fu proclamato il Regno delle Due Sicilie, derivante dalla fusione dei due stati precedenti. Per sancire l'unione definitiva dei due regni il re Ferdinando IV di Napoli (e III di Sicilia) scelse di farsi chiamare Ferdinando I del Regno delle Due Sicilie. Anche il nome della casata reale venne emendato per riflettere il cambiamento.
Anche se il Regno delle Due Sicilie nacque solo nel XIX secolo, dopo il Congresso di Vienna nel 1814-15 e degli editti del re borbonico Ferdinando IV, le cosiddette "Due Sicilie" (la "Sicilia Ulteriore", ovvero il Regno di Sicilia propriamente detto, e la "Sicilia Citeriore", nota informalmente come Regno di Napoli e comprendente tutto il Mezzogiorno) erano già state unite in periodi diversi sotto lo stesso sovrano, pur conservando diverse amministrazioni (in maniera simile ai sovrani inglesi della Casa Stuart, duplicemente Re d'Inghilterra e di Scozia).
Il titolo dell'erede al trono del regno delle Due Sicilie era Duca di Calabria.

## Sovrani

### Borbone delle Due Sicilie
| Sovrano                             | Sovrano                             | Stemma                                      | Regno                                       | Matrimonio Discendenza                                                                                | Diritto di successione                                                                                        | N.                                          |                                             |
| Successivi al Trattato di Casalanza | Successivi al Trattato di Casalanza | Vedi Sovrani di Napoli , Sovrani di Sicilia | Vedi Sovrani di Napoli , Sovrani di Sicilia | Vedi Sovrani di Napoli , Sovrani di Sicilia                                                           | Vedi Sovrani di Napoli , Sovrani di Sicilia                                                                   | Vedi Sovrani di Napoli , Sovrani di Sicilia | Vedi Sovrani di Napoli , Sovrani di Sicilia |
| ----------------------------------- | ----------------------------------- | ------------------------------------------- | ------------------------------------------- | --- | --- | ------------------------------------------- | ------------------------------------------- |
| Ferdinando I (1751–1825)            |                                     |                                             | 12 dicembre 1816                            | (1) Maria Carolina d'Austria 2 figli e 5 figlie superstiti (2) Lucia Migliaccio (morganatica) Nessuno | Figlio di Carlo VII (Erede designato di Napoli e Sicilia) fino al 1816 Ferdinando IV (Napoli) & III (Sicilia) | [ 1 ]                                       |                                             |
| Ferdinando I (1751–1825)            | 4 gennaio 1825                      |                                             |                                             | (1) Maria Carolina d'Austria 2 figli e 5 figlie superstiti (2) Lucia Migliaccio (morganatica) Nessuno | Figlio di Carlo VII (Erede designato di Napoli e Sicilia) fino al 1816 Ferdinando IV (Napoli) & III (Sicilia) | [ 1 ]                                       |                                             |
| Francesco I (1777–1830)             |                                     |                                             | 4 gennaio 1825                              | (1) Maria Clementina d'Austria 1 figlia superstite (2) Maria Isabella di Spagna 6 figli, 6 figlie     | Figlio di Ferdinando I (Prossimità di sangue)                                                                 | [ 2 ]                                       |                                             |
| Francesco I (1777–1830)             | 8 novembre 1830                     |                                             |                                             | (1) Maria Clementina d'Austria 1 figlia superstite (2) Maria Isabella di Spagna 6 figli, 6 figlie     | Figlio di Ferdinando I (Prossimità di sangue)                                                                 | [ 2 ]                                       |                                             |
| Ferdinando II (1810–1859)           |                                     |                                             | 8 novembre 1830                             | (1) Maria Cristina di Savoia 1 figlio (2) Maria Teresa d'Austria 5 figli e 4 figlie superstiti        | Figlio di Francesco I (Primogenitura maschile)                                                                | [ 3 ]                                       |                                             |
| Ferdinando II (1810–1859)           | 22 maggio 1859                      |                                             |                                             | (1) Maria Cristina di Savoia 1 figlio (2) Maria Teresa d'Austria 5 figli e 4 figlie superstiti        | Figlio di Francesco I (Primogenitura maschile)                                                                | [ 3 ]                                       |                                             |
| Francesco II (1836–1894)            |                                     |                                             | 22 maggio 1859                              | Maria Sofia di Baviera 1 figlia                                                                       | Figlio di Ferdinando II (Primogenitura maschile)                                                              | [ 4 ]                                       |                                             |
| Francesco II (1836–1894)            | 13 febbraio 1861                    |                                             |                                             | Maria Sofia di Baviera 1 figlia                                                                       | Figlio di Ferdinando II (Primogenitura maschile)                                                              | [ 4 ]                                       |                                             |

In seguito all'impresa dei Mille il Regno delle Due Sicilie venne annesso al neonato Regno d'Italia, con due plebisciti, nel 1861.